# Mestyán Tibor
Mestyán Tibor (Budapest, 1927. március 7. – Budapest, 1997. április 29.) magyar operatőr. Felesége, Gauder Ilona volt.

## Életpályája
Szülei: Mestyán Ádám és Szagán Ilona voltak. 1946–1950 között a Színház- és Filmművészeti Főiskola hallgatója volt. 1948–1950 között a Filmgyártó Állami Vállalat operatőreként dolgozott. 1950–1957 között a Híradó- és Dokumentumfilmgyár operatőre volt. 1957–1997 között a Magyar Televízió munkatársa volt, mint operatőr.

## Filmjei
- Egy a sok közül (1955)
- Papucs (1958)
- Mama (1958)
- Hagymácska (1962)
- Csudapest (1962)
- Az én kortársaim 1-2. (1964)
- Vörös vendégfogadó (1965)
- Pirostövű nád (1965)
- Kristóf, a magánzó (1965)
- Mocorgó (1967)
- Kutyaszerencse (1967)
- A két csaló (1968)
- Kincskereső kisködmön (1968)
- Kék tiszta szerelem (1969)
- Sose fagyunk meg (1970)
- A tündérlaki lányok (1971)
- A palacsintás király I.-II. (1973)
- Az elsőszülött (1973)
- Ida regénye 1-2. (1974)
- A szépség háza (1975)
- Köznapi legenda (1975)
- Csutak a mikrofon előtt I.-II. (1976)
- Magnóliakert (1976)
- Bezzeg a Töhötöm (1977)
- Dániel (1978)
- Maya (1978)
- Az arany meg az asszony (1979)
- Zenés TV Színház (1981)
- Fürkész történetei (1983)
- A tanítónő (1985)
- Majd belejössz Pistám (1985)
- Kémeri (1985)
- Kard és kocka (1986)
- Czillei és a Hunyadiak (1986)
- A cremonai hegedűs (1987)
- Lujzi